# Hekuran Kryeziu
Hekuran Kryeziu (ur. 12 lutego 1993 w Lucernie) – szwajcarski i kosowski piłkarz. Należał do szwajcarskich reprezentacji U-17, U-18, U-19, U-20 i U-21, w latach 2015–2021 należał do reprezentacji Kosowa.